# Mărtănuș, Covasna
Mărtănuș (maghiară Kézdimartonos) este un sat în comuna Brețcu din județul Covasna, Transilvania, România. Se află în partea de est a județului,  în Depresiunea Târgu Secuiesc.

## Demografie
Satul are o populație majoritară de etnie maghiară, însă aproximativ 40% din locuitori sunt de origine română. Cu toate acestea, în ultimii ani, minoritatea rromă a devenit din ce în ce mai numeroasă, în timp ce o mare parte din tineretul român și maghiar a părăsit satul pentru a emigra în Spania și Italia, respectiv Ungaria.

## Obiectiv memorial
Monumentul Eroilor Români din Primul și Al Doilea Război Mondial. Crucea memorială a fost ridicată în memoria ostașilor români căzuți în cele Două Războaie Mondiale, fiind amplasată în curtea Bisericii Ortodoxe. Monumentul, realizat din inițiativa învățătorului Gh. Albu și a D-nei A.Tampa, este din piatră și este compus dintr-un postament cu două trepte și o cruce, ornamentată pe laturi cu motive florale. Pe latura frontală este fixată o placă din marmură unde se află un înscris memorial: „Recunoștință veșnică eroilor/1916 și 1944”. Dedesubt sunt înscrise numele a 31 eroi români. 

## Imagini

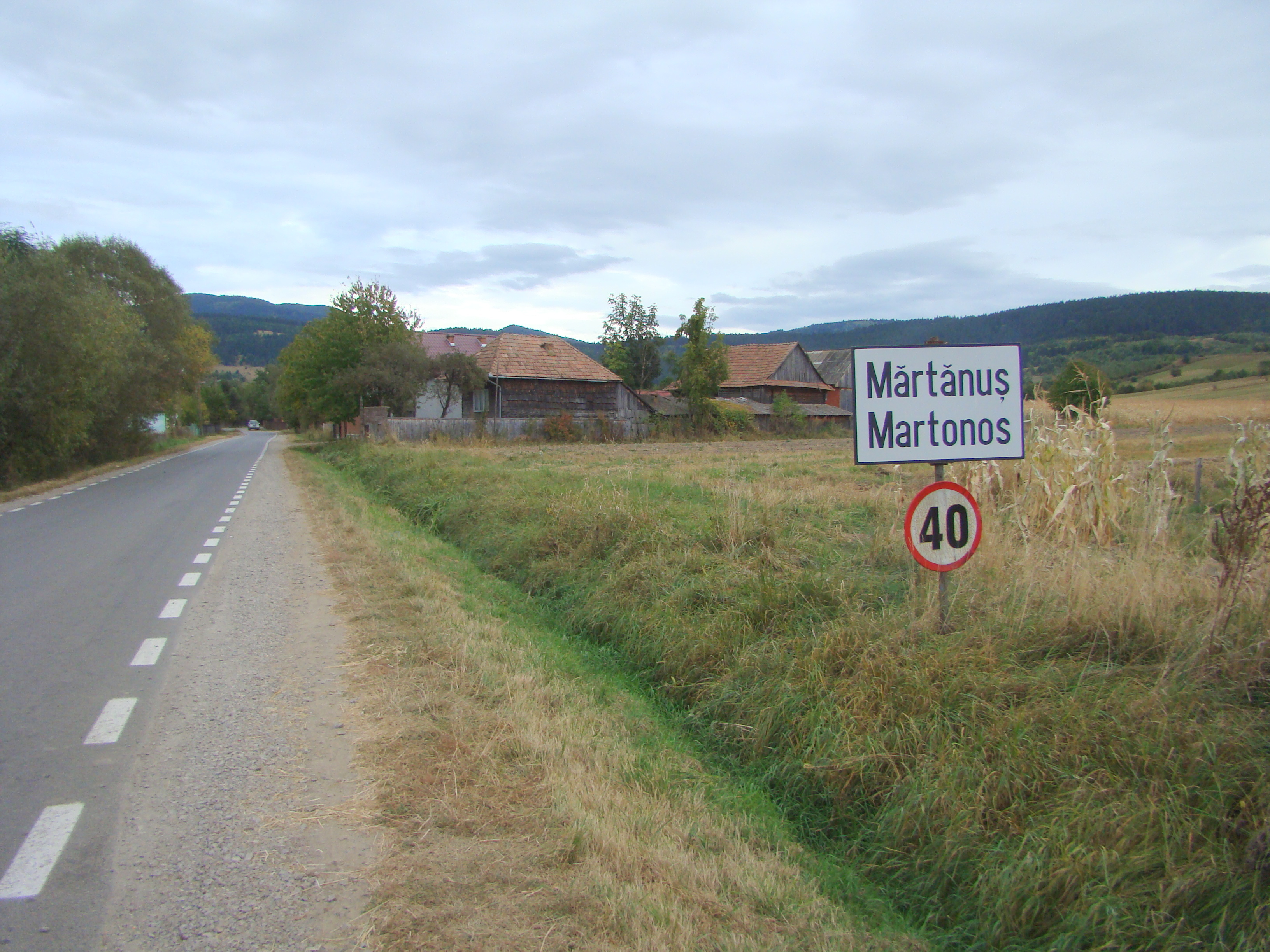
Intrarea în localitate
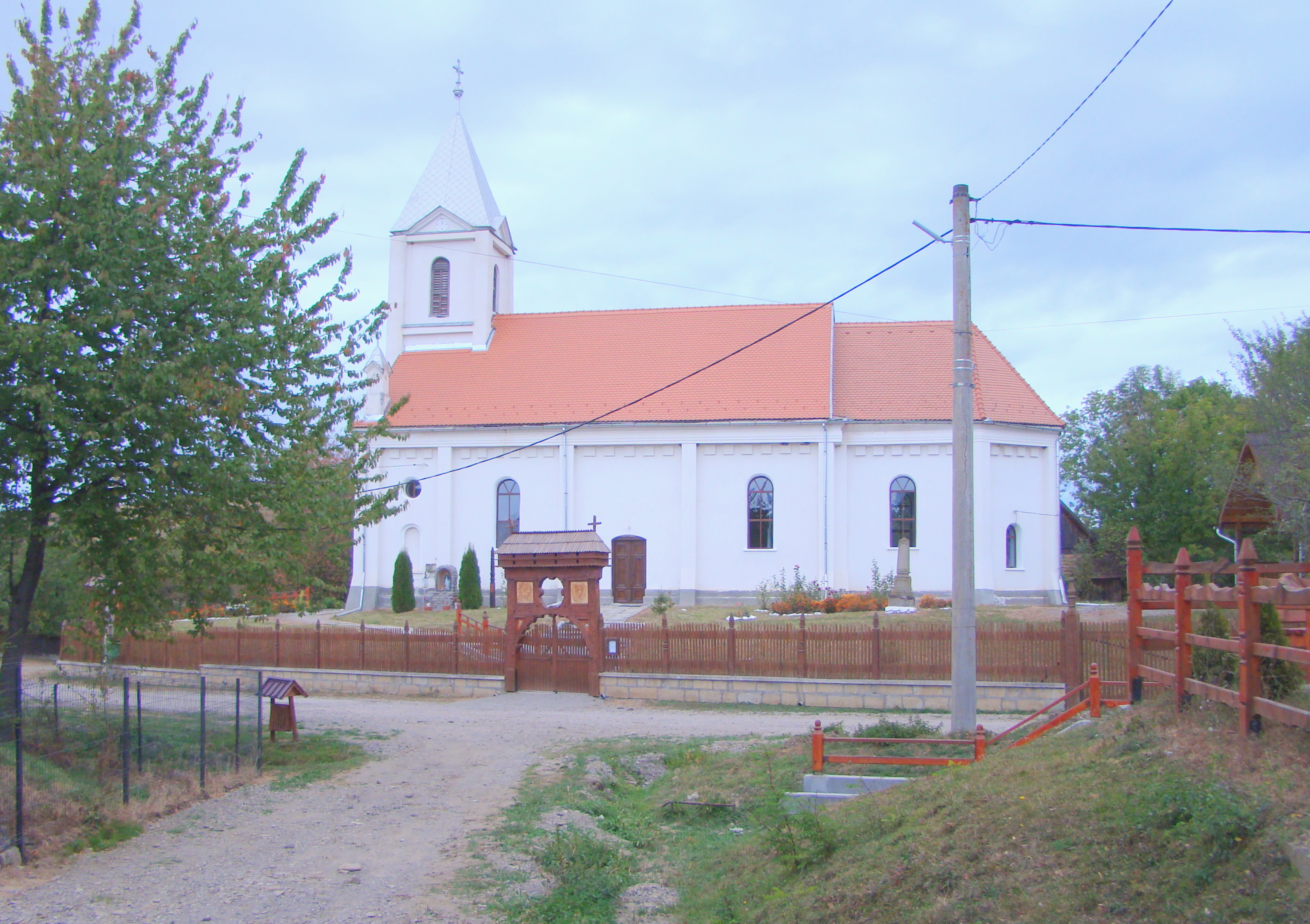
Biserica romano-catolică
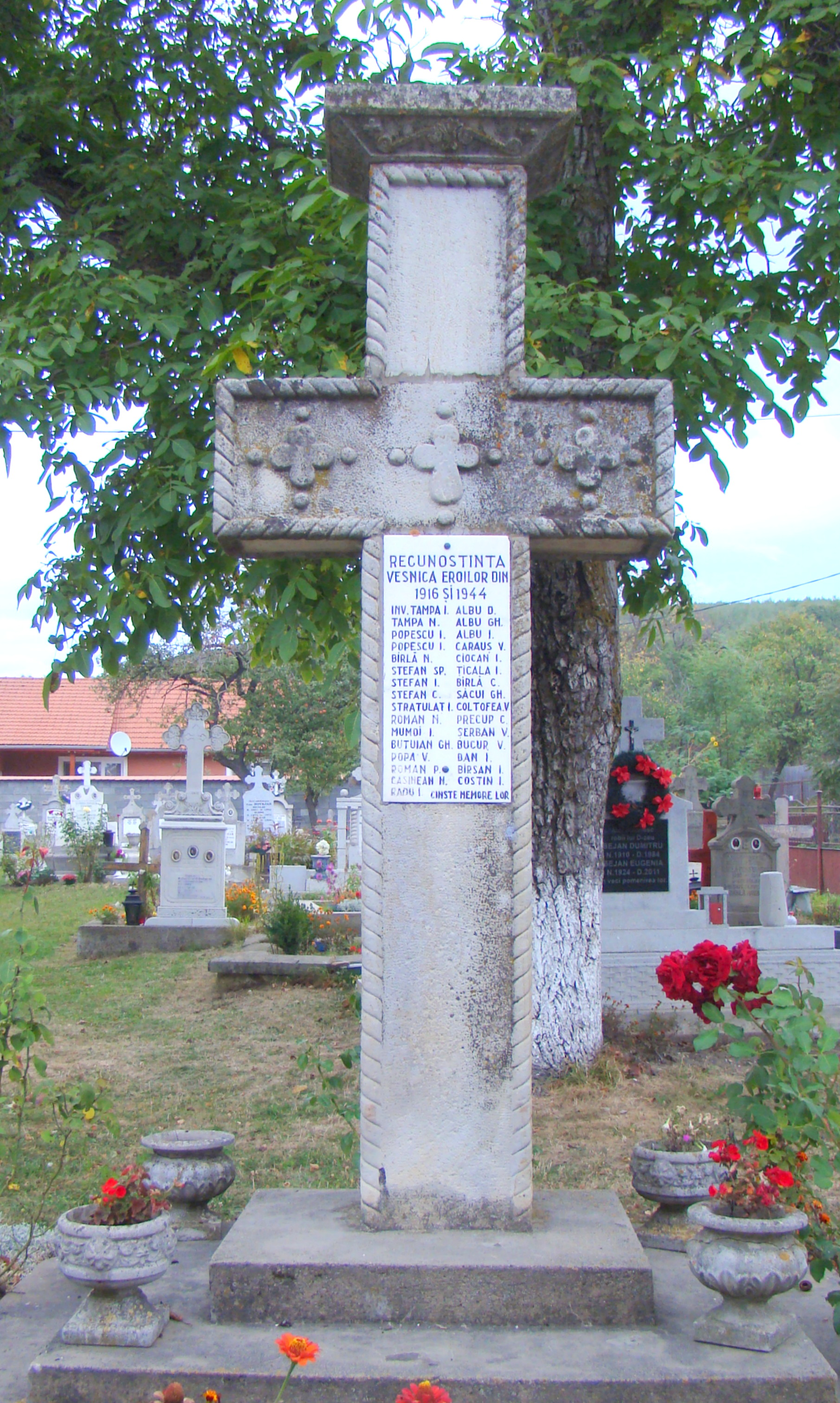
Monumentul eroilor
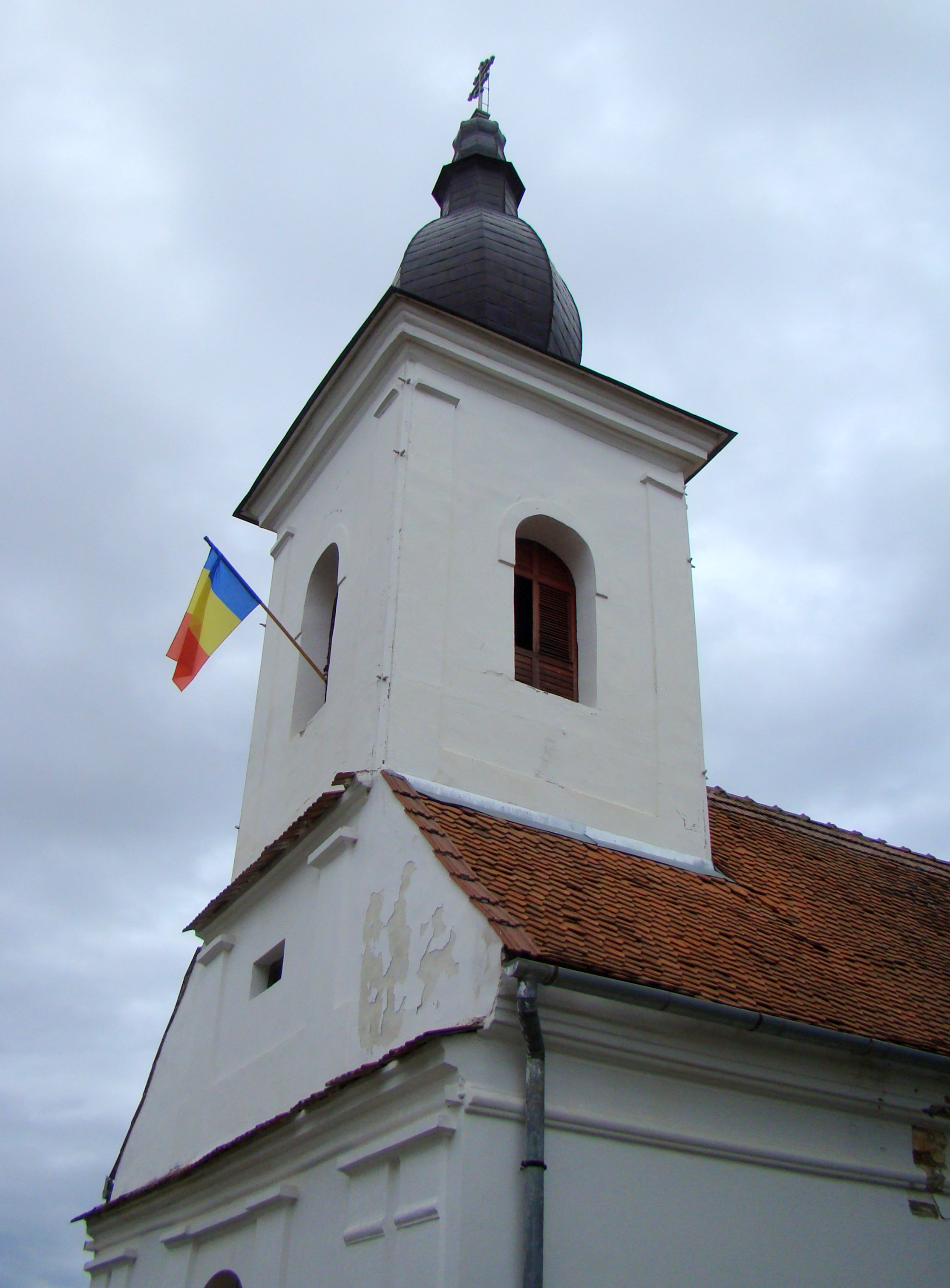
Turnul bisericii ortodoxe
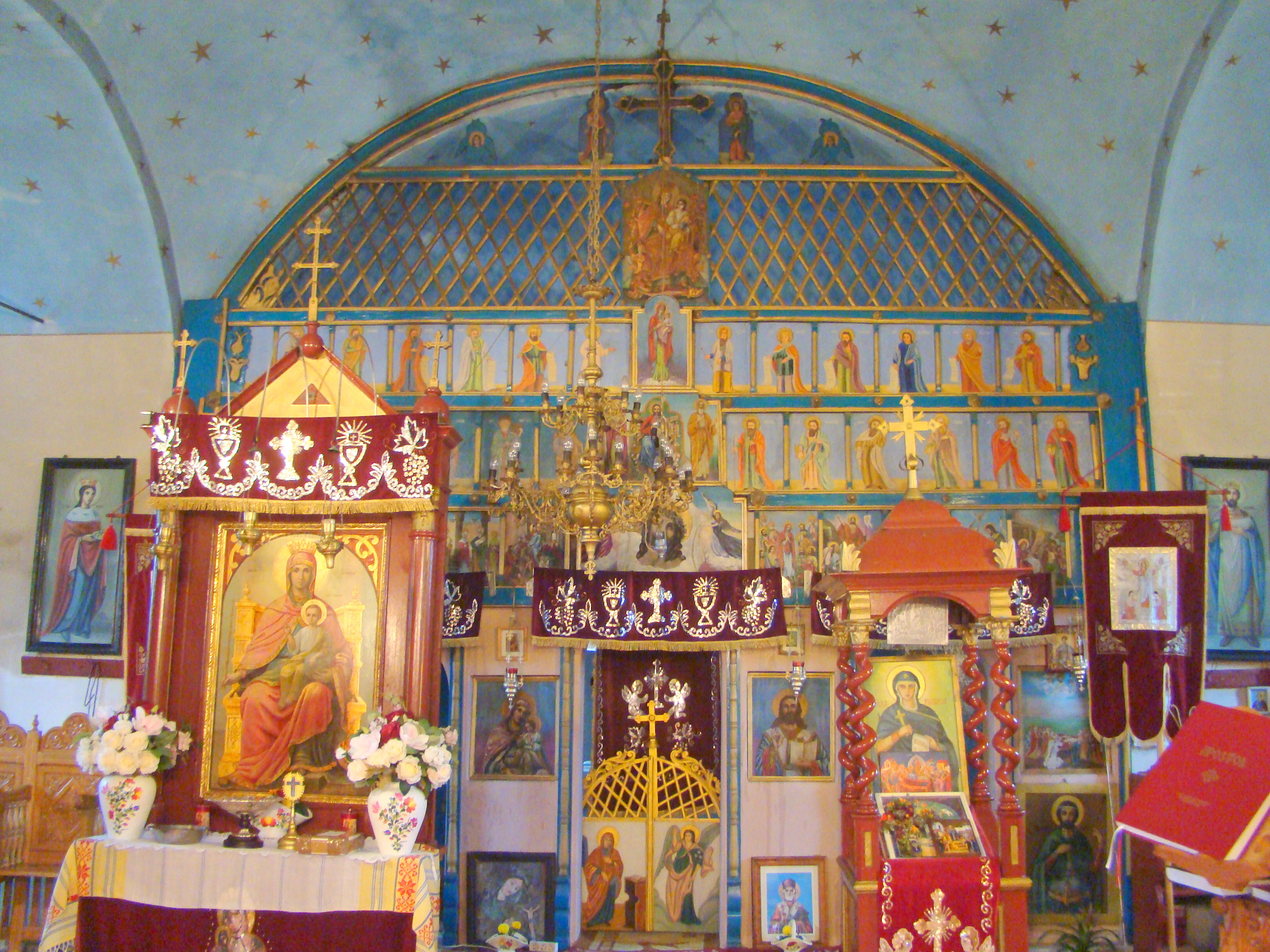
Biserica Adormirea Maicii Domnului (iconostasul)
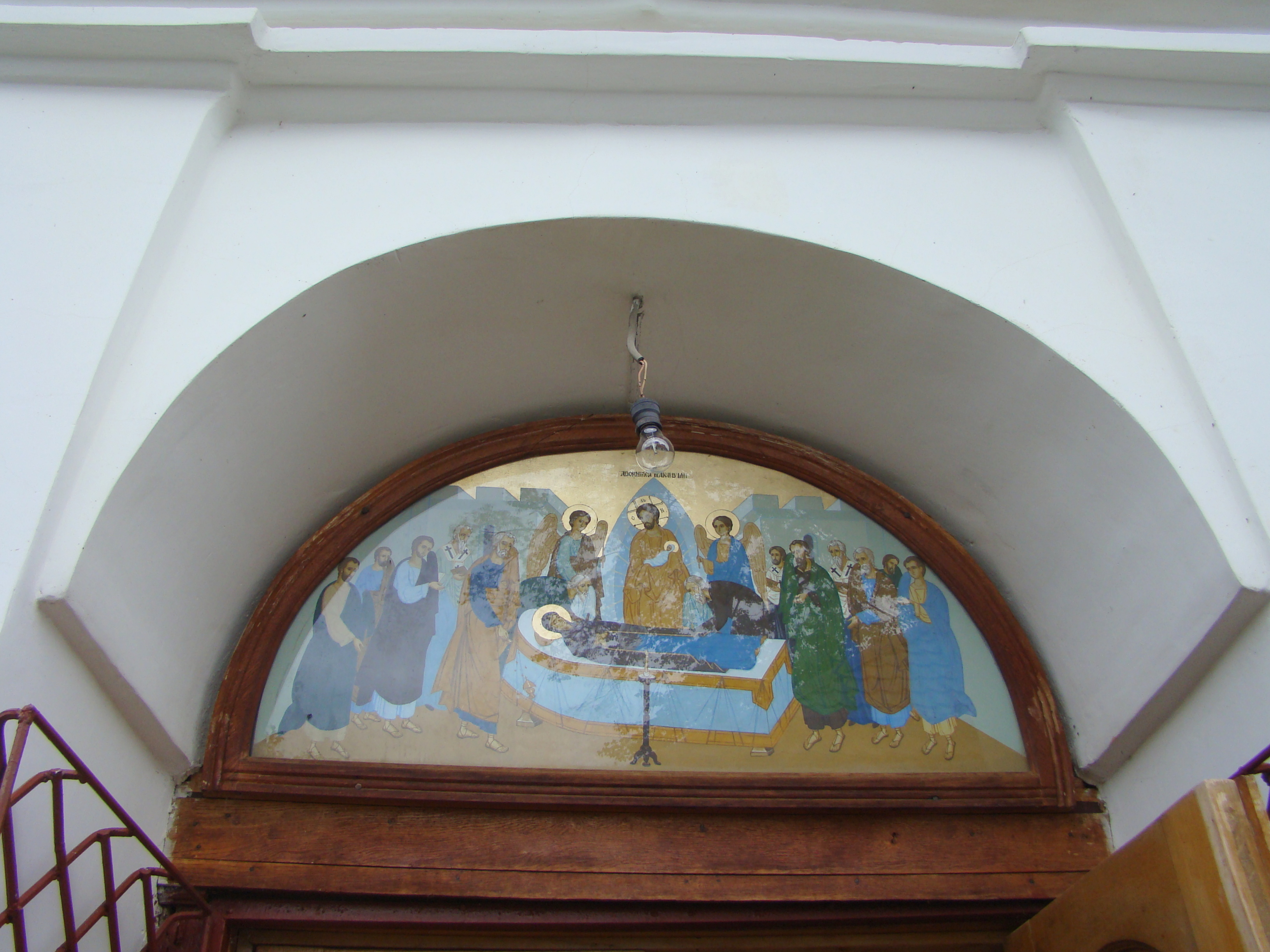
Biserica Adormirea Maicii Domnului (icoana de hram)